# Шубин, Аркадий Дмитриевич
Арка́дий Дми́триевич Шу́бин (5 февраля 1925, Поланур, Сернурский район, Марийская автономная область, РСФСР, СССР — 12 февраля 2020, Петрозаводск, Республика Карелия, Россия) — советский и российский деятель науки, учёный-лесовод, преподаватель высшей школы. Декан лесоинженерного факультета Петрозаводского государственного университета (1965—1968, 1980—1987).  Заслуженный работник науки и культуры Карельской АССР (1985). Участник советско-японской войны.

## Биография
Родился 5 февраля 1925 года в деревне Поланур ныне Сернурского района Марий Эл в многодетной крестьянской семье. С отличием окончил школу в родной деревне.
В 1943 году призван в РККА. Участник советско-японской войны: миномётчик, комсорг дивизиона 183 миномётного полка 15 армии на Дальневосточном фронте, сержант. Демобилизовался из армии в октябре 1945 года. Награждён орденом Отечественной войны II степени и медалями. 
В 1951 году окончил Поволжский лесотехнический институт (сталинский стипендиат), в 1954 году — аспирантуру Ленинградской лесотехнической академии.
Направлен в Карельскую АССР: в 1954—1965 годах — старший преподаватель, доцент, заведующий кафедрой механизации лесоразработок, в 1965—1968 и 1980—1987 годах — декан лесоинженерного факультета Петрозаводского государственного университета.
Скончался 12 февраля 2020 года в Петрозаводске, похоронен там же.  

## Научно-преподавательская и общественная деятельность
В 1955 году защитил кандидатскую диссертацию на тему «Исследование процесса поперечно-винтовой окорки круглых лесоматериалов тупыми резцами (кулачками)», кандидат технических наук (1955).  
Является автором нескольких десятков научных трудов и патентов на изобретения.
Под его руководством выросло несколько поколений специалистов лесного комплекса Карелии.
В 1985 году ему присвоено почётное звание «Заслуженный работник науки и культуры Карельской АССР». Награждён медалями и трижды — Почётной грамотой Президиума Верховного Совета Карельской АССР.
В 2006 году написал историю своей родной деревни Поланур Сернурского района Марий Эл, вышедшую в свет отдельной книгой в Петрозаводске.
В 2010 году стал одним из организаторов КРОО «Марийцы Карелии».

## Научные труды
Список научных трудов А. Д. Шубина:  
- Шубин А. Д. Исследование процесса поперечно-винтовой окорки круглых лесоматериалов тупыми резцами (кулачками): Автореферат диссертации на соискание учёной степени кандидата технических наук / Министерство высшего образования СССР. Ленингрская ордена Ленина лесотехническая академия имени С. М. Кирова. – Ленинград : [б. и.], 1955. — 15 с.
- Шубин А. Д. Лесопиление на базе лесопильных рам: учебное пособие для студентов специальности 260100 «Лесоинженерное дело». — Петрозаводск: Издательство ПетрГУ, 2001. — 107 с.

## Звания и награды

### Трудовые
- Заслуженный работник науки и культуры Карельской АССР (1985)[1]
- Медаль «За доблестный труд. В ознаменование 100-летия со дня рождения Владимира Ильича Ленина» (1970)
- Медаль «Ветеран труда»
- Почётная грамота Президиума Верховного Совета Карельской АССР (1965, 1975, 1985)[1]

## Боевые
- Орден Отечественной войны II степени (06.04.1985)[1] [3]
- Медаль «За боевые заслуги» (26.08.1945)[1][3]
- Медаль «За победу над Японией» (30.09.1945)[3]